# أم رمول
أم رمول هو حي يقع في إمارة دبي في الإمارات العربية المتحدة . وبلغ عدد سكانها في العام 2023 حوالي (3,322) نسمة بكثافة سكانية تعادل (910) فرد/كم² بحسب بيانات مركز دبي للإحصاء. تقع أم رمول في ديرة شرق دبي، ويحدها من الشمال مطار دبي الدولي، ومن الشرق ند شما، ومن الغرب منطقة القرهود، ومن الجنوب رأس الخور. وأم الرمول هو مجتمع سكني وتجاري. ومن أهم المعالم السياحية القريبة من المنطقة توجد دبي فيستسفال سيتي، ومشروع مرسى خور دبي، ودبي دولفيناريوم.
أم الرمول هي واحدة من أقدم المناطق الصناعية في دبي. تم ربط المنطقة بالخط الأحمر لمترو دبي مع افتتاح محطة الإمارات في 30 أبريل 2010. ترتبط المحطة بمبنى مكاتب طيران الإمارات.